# Анг Чан II
Анг Чан II (кхмер. ព្រះបាទអង្គច័ន្ទ; 1791 — грудень 1834) — король Камбоджі, який правив країною з перервами в першій половині XIX століття.

## Життєпис
Зійшов на престол 1806 року за умов сіамського тиску, що зростав. На початку свого правління намагався проводити збалансовану зовнішню політику між Сіамом і В'єтнамом.
1811 року був усунутий від влади своїми братами Анг Дуонгом і Анг Емом, які вимагали розділення влади в країні та яких підтримував сіамський король Рама II. 1812 року Анг Чан розпочав боротьбу з ними, однак після поразки від сіамської армії був змушений тікати до В'єтнаму. 1813 року за підтримки 20-тисячного в'єтнамського війська повернувся в Удонг і відновив свою владу.
1814 року Сіам захопив три північні провінції Камбоджі (території сучасних провінцій Преахвіхеа і Стингтраенг). Аналогічно вчинив і в'єтнамський правитель Нгуєн Тхе-то, взявши під контроль землі на правому березі Меконгу.
1831 року кхмерська армія зазнала поразки від військ Рами III, які щойно повернулись із Лаосу з перемогою над князівством В'єнтьян. В результаті до столиці повернулись Анг Дуонг і Анг Ем. Однак, у той же час у східних провінціях відбувалось перегрупування королівської армії, а всією країною ширився партизанський рух. Зрештою, Анг Чан за підтримки 15-тисячного в'єтнамського війська зумів змусити сіамців відступити, а сам він був відновлений на троні.